# Mikey Madison

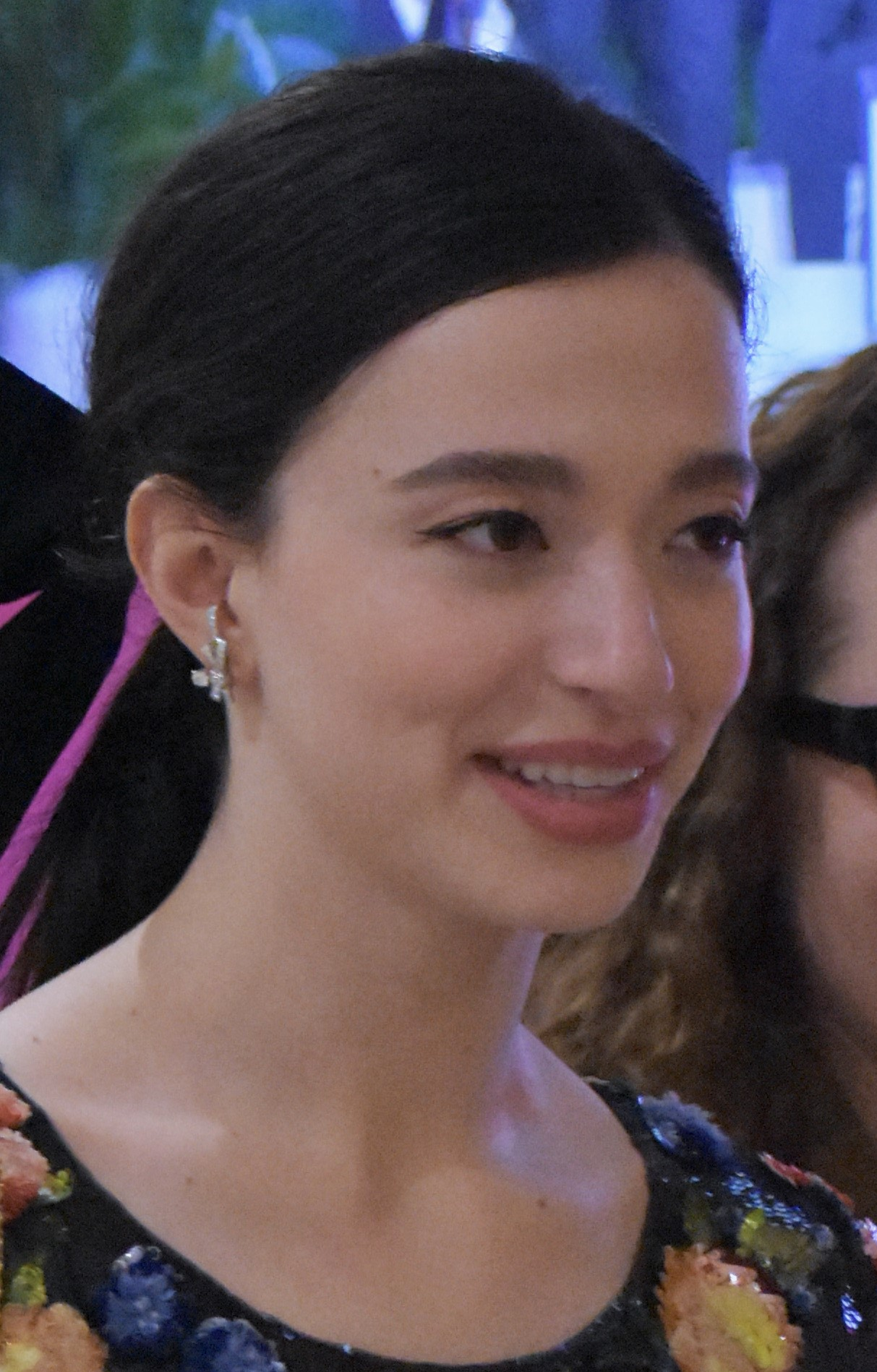
Madison na 77. MFF w Cannes (2024).

Mikey Madison, właśc. Mikaela Madison Rosberg (ur. 25 marca 1999 w Los Angeles) – amerykańska aktorka filmowa i telewizyjna. Wystąpiła m.in. w serialu Lepsze życie i  filmie Pewnego razu... w Hollywood. Laureatka Oscara za główną rolę w filmie Anora (2024).

## Życiorys
Pochodzi z rodziny żydowskiej. Rodzice Mikey są psychologami; oprócz niej mają jeszcze dwie córki i dwóch synów. Madison była w dzieciństwie nieśmiała, lubiła wprawdzie filmy, lecz uprawiała jazdę konną. Ostatecznie zdecydowała się na aktorstwo pod wpływem występu Jennifer Lawrence w Igrzyskach śmierci.
Madison zdobyła popularność dzięki roli w serialu Lepsze życie, gdzie wystąpiła u boku Pameli Adlon. Kolejnym sukcesem była kreacja Susan Atkins – członkini sekty Charlesa Mansona – w komediodramacie Quentina Tarantino Pewnego razu... w Hollywood (2019).
Przełomem w karierze Madison okazała się tytułowa rola w nagrodzonym Złotą Palmą filmie Anora (2024) Seana Bakera. Aktorka za ten występ otrzymała Oscara, nagrodę BAFTA oraz m.in. nominacje do Złotego Globu i nagrody Gildii Aktorów Ekranowych.

## Filmografia

### Filmy
| Rok  | Tytuł                       | Rola                     | Uwagi              |
| ---- | --------------------------- | ------------------------ | ------------------ |
| 2013 | Retirement                  | Daughter                 | krótkometr.        |
| 2013 | Pani's Box                  | Pani                     | krótkometr.        |
| 2014 | Bound for Greatness         | Haley                    | krótkometr.        |
| 2015 | Liza, Liza, Skies Are Grey  | Liza                     |                    |
| 2018 | Potwór (Monster)            | Alexandra Floyd          | inny tyt. All Rise |
| 2018 | Nostalgia                   | Kathleen                 |                    |
| 2019 | Pewnego razu... w Hollywood | Susan „Sadie” Atkins     |                    |
| 2019 | Rodzina Addamsów            | Candi the Barista (głos) |                    |
| 2021 | Rhino                       | Kat Walker               |                    |
| 2022 | Krzyk (Scream)              | Amber Freeman            |                    |
| 2023 | Mroczne dusze (All Souls)   | River                    |                    |
| 2024 | Anora                       | Ani                      |                    |

### Telewizja
| Rok       | Tytuł                                | Rola         | Uwagi                      |
| --------- | ------------------------------------ | ------------ | -------------------------- |
| 2016–2022 | Lepsze życie (Better Things)         | Max Fox      | w gł. obsadzie             |
| 2017–2018 | Oszuści (Imposters)                  | młoda Maddie | 2 odc.                     |
| 2024      | Kobieta z jeziora (Lady in the Lake) | Judith       | miniserial; w gł. obsadzie |